# Comté d'Oppland
Oppland est un ancien comté norvégien situé au centre du pays. Il était voisin des comtés de Sør-Trøndelag, Møre og Romsdal, Sogn og Fjordane, Buskerud, Akershus, Oslo et Hedmark. Son centre administratif se situait à Lillehammer.
Le 1er janvier 2020, les comtés d'Hedmark et d'Oppland sont fusionnés au sein du nouveau comté d'Innlandet.

## Géographie
L’Oppland s’étendait sur 25 192 km2 des lacs Mjøsa et Randsfjorden jusqu’aux monts Dovrefjell, Jotunheimen et Rondane. Il incluait les villes de Lillehammer et Gjøvik, ainsi que les deux plus hauts sommets de Norvège, le Galdhøpiggen et le Glittertind. Le parc national de Jotunheimen comprend quant à lui de nombreuses espèces protégées ainsi que quelques sommets, comme le Stornubben.

## Histoire
Au début de l’ère viking, l’Oppland (alors appelé Upplönd) constituait un petit royaume indépendant. Le royaume de Gudbrandsdal et ceux de Hadeland, de Land et de Toten étaient également situés sur le territoire de l'actuel comté d'Oppland.

## Communes

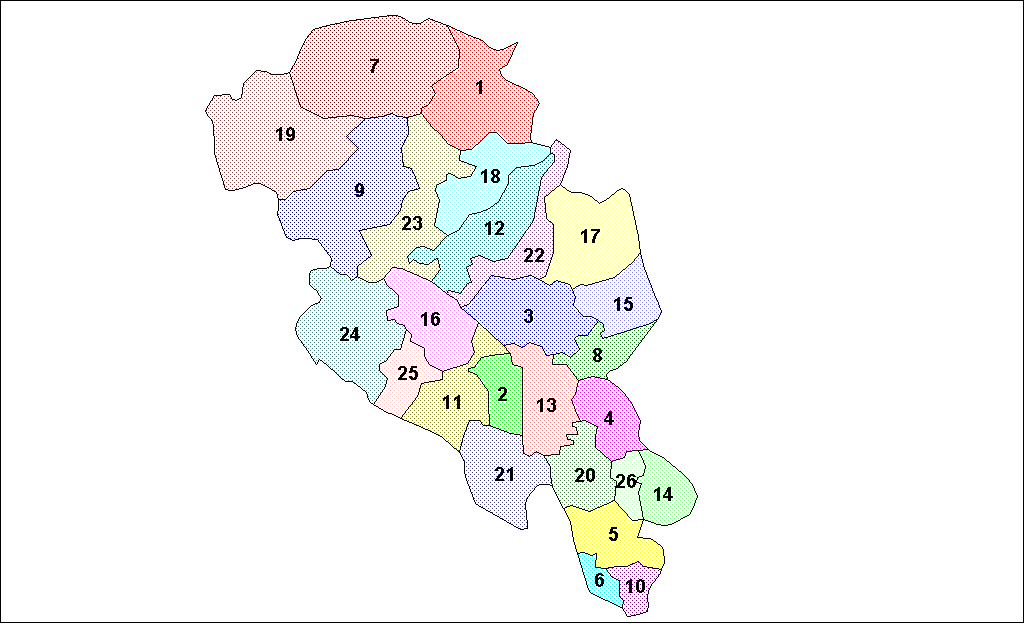
Localisation des municipalités de l'Oppland.

Au niveau local, le comté d'Oppland comprenait 26 communes :
1. Dovre
2. Etnedal
3. Gausdal
4. Gjøvik
5. Gran
6. Jevnaker
7. Lesja
8. Lillehammer
9. Lom
10. Lunner
11. Nord-Aurdal
12. Nord-Fron
13. Nordre Land
14. Østre Toten
15. Øyer
16. Øystre Slidre
17. Ringebu
18. Sel
19. Skjåk
20. Søndre Land
21. Sør-Aurdal
22. Sør-Fron
23. Vang
24. Vestre Slidre
25. Vestre Toten
26. Vågå